# Illectronisme

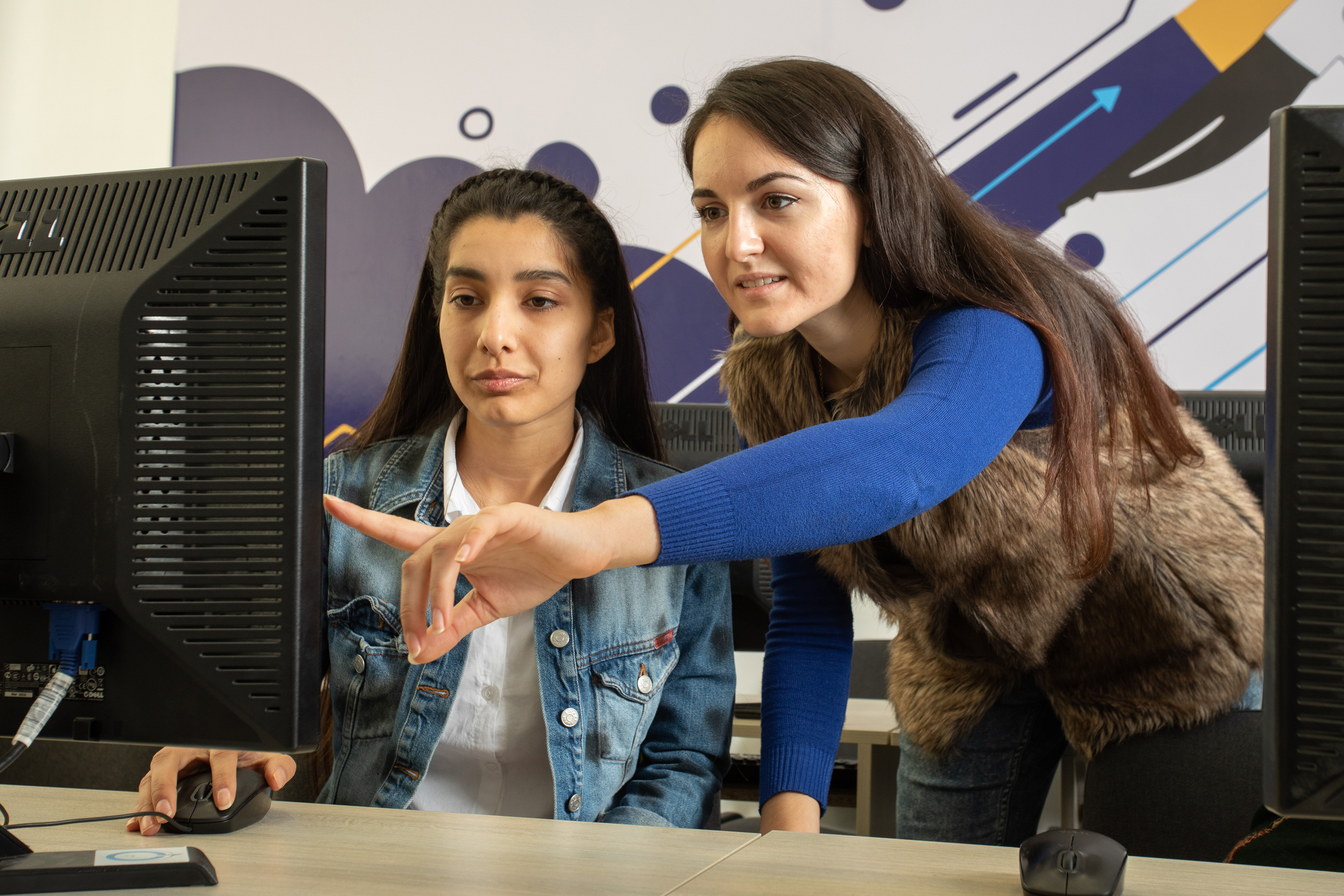
Un cours d'informatique.

L’illectronisme ou inhabileté numérique est la difficulté, voire l'incapacité, que rencontre une personne à utiliser ou créer des ressources numériques en raison d'un manque ou d'une absence totale de connaissances à propos de leur fonctionnement.

## Définition
Le terme « illectronisme » transpose le concept d’illettrisme dans les domaines de l’informatique et de l'électronique.
Selon une étude de l'Insee datée du 25 février 2022, ce phénomène touche 17 % de la population française, soit près de 13 millions de personnes.
On distingue dans l’illectronisme les lacunes liées à l’utilisation des outils numériques (ordinateurs, téléphones intelligents, etc.) et celles liées à l’usage des contenus disponibles sur Internet (remplir un formulaire en ligne, acheter sur un site Web, etc.)
Trois principaux types de difficultés au niveau de l’accès aux Nouvelles Technologies de l'Information et de la Communication (NTIC/TIC) expliquent la fracture numérique :
- Moyen : l'acquisition d'un ordinateur, d'un smartphone et l'accès aux réseaux Internet[4] ;
- Savoir faire : la pratique et la manipulation des nouveaux outils[5] et services ;
- Savoir : la vérification et la compréhension des informations véhiculées[6].

Des difficultés complémentaires sont liées à l'illettrisme.
L'illectronisme provient d'un manque de savoir et non pas d'un manque de moyen pour accéder au domaine de l'information et des services numériques.
Le terme inverse, « lectronisme », est peu usité, sauf pour traduire information literacy. Il recouvre une notion proche de l'habileté numérique ou de l'inclusion numérique.
Les croyances et cultures expliquent aussi l'acceptation ou pas des NTIC. L’illectronisme peut ainsi résulter de craintes ou d'aversions. Pour certains, Internet est une source d'instrumentalisation ou de complotisme. Pour d'autres, l'Intelligence Artificielle va remplacer des emplois. Ces réticences dépassent ainsi la simple ignorance ou l'incapacité à accéder aux informations numériques.

## Recherches sur l’illectronisme
La fracture numérique trouve sa source dans les fractures socioéconomiques.
Aux États-Unis, les études ont montré que l’illectronisme menaçait 50 millions d’Américains. Alors que les milieux favorisés compteraient 83 % d’internautes, seulement 35 % des personnes des couches défavorisées ont accès à Internet. L'illectronisme serait donc une nouvelle cause d’inégalité sociale, culturelle ou économique.
L'illectronisme touche également les jeunes. Selon l'Arcep, 29 % des 15-29 ans se déclarent peu ou pas compétents en matière d'administration numérique, ce qui peut causer des difficultés d'accès à l'emploi, aux services, aux commerces et loisirs. La France est classée treizième en matière d'illectronisme chez les 16-29 ans au sein de l'Union Européenne, selon Eurostat. La Croatie et l'Islande, en tête de ce classement, ont entamé en 2014 une modification de leurs systèmes administratifs numériques pour les rendre plus accessibles et les intégrer à l'enseignement national.
En France, le développement des cours d'informatique proposés par les associations, les écoles ou les collectivites territoriales aident les personnes à prendre en main les outils numériques. La création des Maisons France Services marque aussi la prise de conscience des acteurs institutionnels pour l'accompagnement des personnes touchées par l'illectronisme. Des expérimentations sont également menées par les organismes culturels pour maintenir des accès sans réservations préalables par internet.
Des acteurs privés du secteur de l'e-commerce mènent aussi une réflexion à l'ouverture d'accueil physique pour développer leur clientèle.

## Conséquences
L'illectronisme est aujourd'hui encore un tabou.
La sociologue Anne-Marie Laulan dans un article d'Hermès en 2006 développe les conséquences sociales de l'illectronisme qui selon elle facilite la méfiance et la discrimination.
Une réflexion globale doit donc être menée sur ce thème :
- Quelles réponses apporter aux usagers exclus des services dématérialisés ?
- Quelles formations proposées et à quels coûts ?
- Quelles aides à l'équipements proposer ?

Au-delà de politiques sociales, il s'agit aussi de se re-questionner sur l'accès global aux services digitaux.
En effet, l'adoption de systèmes numériques dans un nombre croissant de domaines fait craindre à certains l'exclusion des populations à la maîtrise limitée de ces outils. Par exemple, le déploiement de caisses automatiques dans les supermarchés ou dans les gares pourrait rendre plus difficile le fait de faire ses achats ou de voyager pour les personnes les plus fragiles sur le plan numérique.
Pour les services, la politique du tout numérique est questionnée : l'intelligence artificielle est un nouvel outil qui facile l'offre mais peut-elle ouvrir un meilleur accès ?

## Projets mis en place
En Belgique et en France, les « Espaces publics numériques » ont été créés pour lutter contre la fracture numérique et développer les usages des TIC auprès de tous pour que chacun y trouve du sens et de l’utilité. Des projets d'action sont aussi mis en place pour aller à la rencontre des publics prioritaires : personnes âgées, illettrées, isolées, vulnérables ou précaires.
Des actions pour le développement économique ciblent aussi les professionnels exclus des outils numériques (développement clientèle et publicité, gestion administrative…).
De nouveaux logiciels se développent à travers le monde pour apporter des solutions « Web2.0 ». Ils permettent de réduire l’analphabétisme tout autant que l’illectronisme et concourent à l'accès aux enseignements les plus poussés de l’informatique.
Les politiques publiques visant à équiper tous les enfants et étudiants d'un d’ordinateur robuste, à bas coût, à basse consommation et pouvant communiquer en réseau sans infrastructure (c.-à-d. « Wi-Fi mesh ») participent aussi à la lutte contre l'illectronisme.
Le plan France Num est une reponse apportée aux entreprises. 
Des appels à projets pour lutter contre l'exclusion numérique se multiplient par l'intermédiaire d'associations ou de fondations.